# Salamish
Badr al-Din Salāmish (  cioè al-Malik al-ʿĀdil Badr al-Dīn Salāmish (in arabo الملك العادل بدر الدين سلامش‎?); Il Cairo, 1272 – Costantinopoli, 1291) (in arabo بدر الدين سلامش‎?), fu Sultano mamelucco d'Egitto nel 1279.
Figlio del grande Sultano Baybars al-Bunduqdari, turco d'origine Kipchak, succedette al fratello Baraka Khan, ma fu scalzato dal potere da Qalawun, insieme al quale aveva inizialmente governato l'Egitto e parte della Siria.